# Кеннеди, Бобби (футболист)
Ро́берт Ке́ннеди (англ. Robert Kennedy; 23 июня 1937, Мотеруэлл, Ланаркшир — 11 января 2025) — шотландский футболист и футбольный тренер, играл на позиции крайнего полузащитника и флангового защитника.

## Биография

### Игровая карьера
Кеннеди начал карьеру игрока в «Колтнесс Юнайтед», а в 1957 году перешёл в «Килмарнок». В составе «килли» Кеннеди отыграл четыре сезона, став частью команды, с которой в 1960 и 1961 годах становился вице-чемпионом Шотландии и принимал участие в финалах национальных кубков.
В 1961 году Кеннеди перешёл в «Манчестер Сити»; сумма трансфера составила 45 000 фунтов стерлингов. В составе «горожан» он играл в течение восьми сезонов, как в Первом, так и во Втором дивизионах. Именно в «Сити» Кеннеди перешёл на позицию флангового защитника. В 1968 году он был частью команды, которая завоевала чемпионский титул, но сыграл в «золотом сезоне» только 6 матчей. Всего за «горожан» в чемпионате страны сыграл 254 матча и забил 9 голов.
В 1969 году покинул «Манчестер Сити» и перешёл в «Гримсби Таун», в котором он также был и играющим тренером. Последним клубом в его карьере стала «Дроэда Юнайтед».

### Признание
16 октября 2021 года «Манчестер Сити» объявил, что Кеннеди, а также трое его товарищей по чемпионской команде 1968 года получат золотые медали, которые они не получили 53 года назад. Это было связано с тем, что в те годы Английская лига выделяла мало средств. Помимо Кеннеди, в перерыве домашнего матча с «Бернли» медали были вручены Стэну Хорну, Полу Хинсу и сыновьям умершего Гарри Дауда.

### Смерть
Скончался 11 января 2025 года в возрасте 87 лет.